# Kurisakia indica
Kurisakia indica är en insektsart. Kurisakia indica ingår i släktet Kurisakia och familjen långrörsbladlöss. Inga underarter finns listade i Catalogue of Life.